# Denstroude
Denstroude – osada w Anglii, w hrabstwie Kent, w dystrykcie Swale. Leży 35 km na wschód od miasta Maidstone i 83 km na wschód od centrum Londynu.